# Shaanxiconchidae
Shaanxiconchidae zijn een uitgestorven  familie van tweekleppigen uit de orde Veneroida.